# 卡昂戰役 (1346年)
卡昂戰役（英語：Battle of Caen）是英法百年戰爭期間的一場戰役，發生於1346年7月26日。英王愛德華三世率12000至15000士兵入侵法蘭西，其中沃里克伯爵與北安普頓伯爵率先帶領部分軍隊攻擊卡昂。卡昂有1000到1500名駐軍，以及數量未知的武裝市民，由法蘭西王室總管厄爾伯爵指揮。城市僅在一波攻勢下淪陷，5000名正規軍人與市民被殺，部分貴族被俘虜。該城在接下來5天遭到掠奪。
這場攻擊是愛德華三世急襲的一部份，在此戰役前一個月發動。愛德華在諾曼第登陸，法軍未能於海上攔截運輸隊反遭奇襲。英軍主力是來自加斯科涅地區的15000人，他們在登陸後幾乎沒有遭到阻礙，在襲擊卡昂前一路劫掠諾曼第許多地區。
攻城後5天，英軍向塞納河進軍，8月12日他們來到距巴黎20英里（32）遠的位置。英軍向北移動，並在8月26日於克雷西會戰大敗法軍主力，接著英軍成功攻陷加萊。這一系列的戰役為英軍奠定百年戰爭第一階段勝利的基石。

## 背景
自1066年諾曼征服英格蘭以來，英格蘭王室便擁有法蘭西的領土與爵位，也使英王成為法蘭西王國的封臣。英王在法蘭西的采邑糾紛成為中世紀兩國衝突的主要因素。法王系統性的檢視英王的力量並伺機取回英格蘭的領土。數世紀來，英王在法蘭西的領土範圍不斷變化，但直到1337年只剩下西南部的加斯科涅地區與北部的蓬蒂厄地區。加斯科涅人比起會介入該地事務的法王更親近與偏向放任的英王維持關係。由於法王腓力六世和英王愛德華三世一系列的爭執，腓力在巴黎的大議會以英王未盡封臣義務為由，同意將加斯科涅與蓬蒂厄的領地收回法王手中。這個事件引爆了長達116年的百年戰爭。
雖然加斯科涅的領土爭奪是戰爭導火線，但愛德華並沒有投注許多資源在該戰線上，英軍的主要戰役都在法蘭西北部發動。1345年初，愛德華決定兵分三路入侵法蘭西，其中一支小軍團向布列塔尼地區出發，另一支稍大的軍團由德比伯爵亨利率領前往加斯科涅。主力部隊則與愛德華一起前往法蘭西北部及法蘭德斯地區。當主力艦隊啟航向諾曼第出發，卻被暴風雨吹散，結果在該年英軍無法採取任何行動。法王意識到這件事，決定向布列塔尼與加斯科涅派出援軍。該年，德比伯爵率領英格蘭─加斯科涅聯軍如旋風般席捲加斯科涅。他分別在貝傑拉克戰役與歐貝羅什戰役大敗兩支法軍大部隊，佔領佩里戈爾與阿熱奈地區大量城市與堡壘，使英軍在加斯科涅地區佔有戰略深度。該年後半，德比佔領被稱為「加斯科涅之鑰」的重要戰略城市艾吉永。

## 戰役前夕

1346年愛德華三世入侵路線

法王腓力六世的嫡子諾曼第公爵約翰繼前一年秋天再度被任命掌管西南方的軍隊，該軍隊約有15000到20000人，包含大型攻城武器與五門加農砲，遠超英格蘭─加斯科涅聯軍所能集結的軍力。4月1日他們向艾吉永發動圍城，4月2日，法軍在西南邊發布動員令（Arrière-ban），將資金、人員與後勤補給集中到該戰線上。
1346年，法軍注意到愛德華三世正在進行備戰行動，他們認為英軍尤其可能前往加斯科涅解除艾吉永圍城。為了防止英軍嘗試在法蘭西北部登陸，腓力六世籌備一支大艦隊仰賴他們防守西北沿海，然而因為時間與技術的限制，這支艦隊沒能阻止英軍成功橫渡英吉利海峽。
1346年7月11日，愛德華率領超過700艘船，英格蘭有史以來最大規模的艦隊在諾曼第的瑟堡附近登陸。英軍總體軍力約有12000到15000人，包含英格蘭與威爾斯人，還有來自日耳曼與布列塔尼地區的盟軍和雇傭兵，同時也有些不滿腓力六世的諾曼第貴族加入。英軍成功在戰略上奇襲法蘭西並向南進軍，愛德華的目標是要組織一場騎行劫掠行動（Chevauchée），跨越法蘭西領土進行大規模襲擊，以削減對手的士氣以及財富。他的軍隊夷平所到之處的所有城鎮，從人民身上盡可能地掠奪財產。瑟堡、卡靈頓、聖洛、托爾特瓦等城鎮皆遭到摧毀。英軍艦隊隨著陸軍平行移動，蹂躪海岸線5英里（8）內的村莊並掠奪大量戰利品，佔據許多棄置的船隻。他們也俘獲或焚毀超過百艘船艦，其中61艘是改裝後的戰船。卡昂是諾曼第西北部的政治、文化、宗教、經濟中心，因此成為愛德華三世第一個戰略目標。他期望藉由佔領掠奪這座大城市來彌補一些軍事開銷，並對法蘭西政府帶來壓力。

## 戰鬥

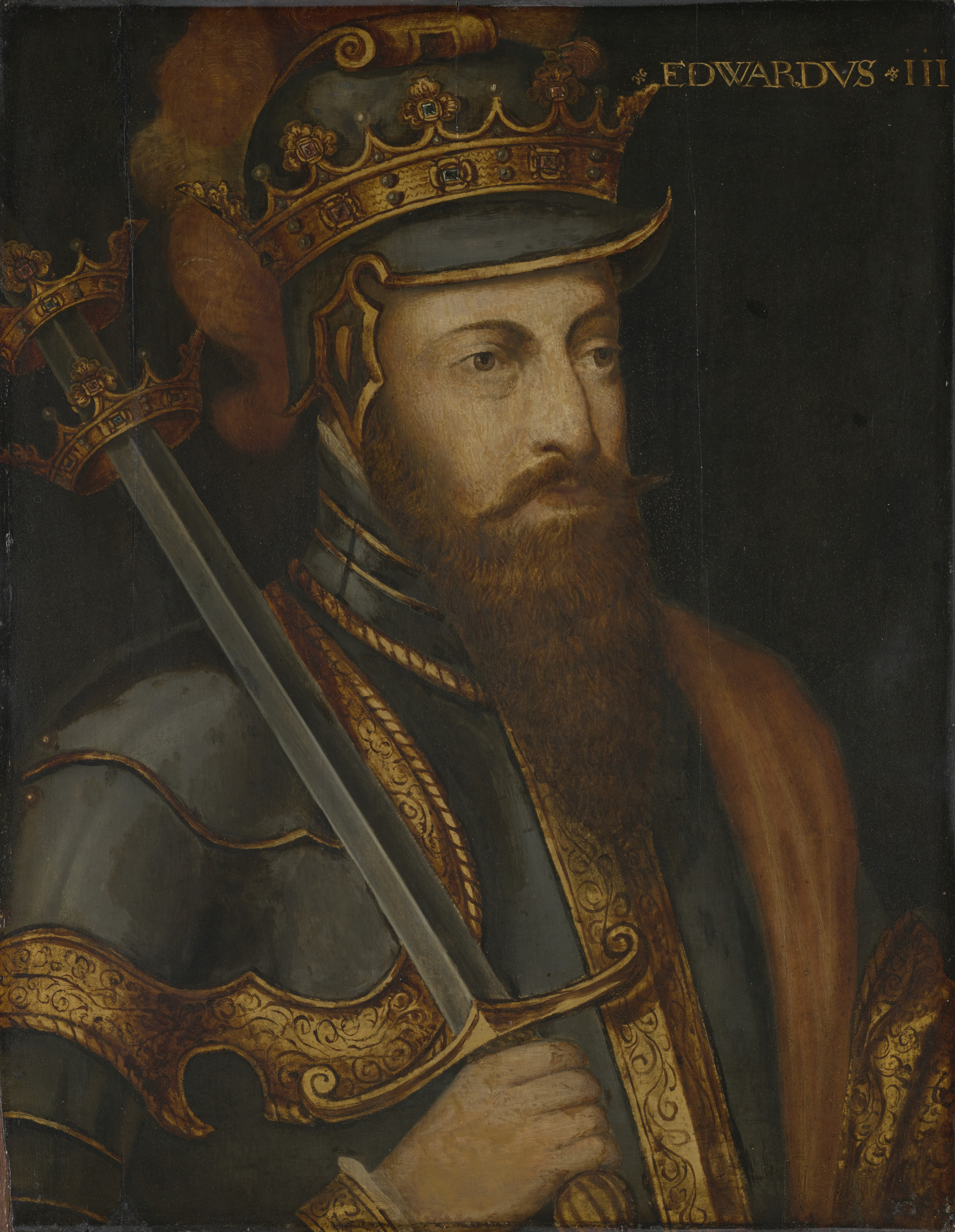
英王愛德華三世

卡昂是奧恩河北岸一座歷史悠久的城市，当时的城市规模在英格蘭是除倫敦外最大的。奧恩河的支流奧東河將這座城市分為舊城區和新城區。舊城區受到城牆環繞，並有一座堅固城堡，但是有一處城牆遭英軍攻擊損毀，只有在戰前勉強修復與加固。新城區又名聖讓島，位在奧恩河與奧東河之間，是個住滿商人與地主的繁榮地區。這個區域較容易防守，四周環河且只能通過三座設防的橋樑進入，然而夏季時有機會可以直接涉水過河。卡昂城兩側外圍各有一座防禦堅固的大修道院，可以用來當作堡壘對抗來犯軍隊。卡昂城內有1000到1500名守軍，大部分是職業弩手，還有大量的武裝市民，由曾任法蘭西王室統帥的高階軍官厄爾伯爵指揮。
7月25日，英軍派使節給予城鎮議會投降條件：「若放棄城市和城堡則會放過市民與其財產。」議會立即拒絕並將使節下獄。7月26日一早，英軍抵達城外，並立即佔領無人防守的修道院，準備對舊城區發動攻擊。愛德華三世因為沒有準備攻城器械所以不打算浪費時間發動圍城。厄爾伯爵原本計畫堅守舊城區，但在富有市民的壓力下在英軍抵達時轉而防守聖讓島。厄爾伯爵的猶疑帶來毀滅性的打擊，法軍倉促的重新佈防使得許多重點防禦位置被忽視。
當英軍發現舊城區無人防守後便立刻佔領，並派出一支分隊封鎖舊城北邊的城堡，該城堡由巴約主教紀堯姆·貝特朗率300人防守。愛德華三世改變進軍方向，準備由奧東河北岸攻擊橋梁。在愛德華調動軍隊進入戰鬥位置時，一群英軍弓箭手與披甲戰士急於掠奪便忽視命令開始攻擊橋梁，這場攻擊名義上是由沃里克伯爵、北安普敦伯爵與理查·塔爾博特發動，但他們對軍隊的實質控制力很小。當愛德華看見自軍在他還沒準備完成就發動攻擊，他立即下令撤退，但仍被忽視。
隨著數百名英軍衝入橋梁並在另一端爆發激烈的肉搏戰，法軍一大部分的守軍也被吸引過去。河流因為乾燥氣候使水位偏低，英格蘭長弓手與威爾斯矛兵在弩箭的箭雨下涉水攻擊對岸防禦設施。法軍的防線被拉長使防禦能力無法有效發揮，數處被突破使英軍湧入新城區，從後方攻擊法軍摧毀防線。數名資深的法軍軍官騎馬殺出生路逃往城堡，另一些軍官則死守在橋梁塔樓中。普通士兵在逃亡中被大量殺害，只有一部份富有的戰士與市民被收為俘虜，其中包含厄爾伯爵。

## 後續
勝利的英軍開始瘋狂掠奪城鎮，將大半城市燒毀殆盡，共劫掠價值數千里弗爾的戰利品，同時也屠殺城內近半人口，生還的市民逃往鄉下，受到騎兵追殺。士兵也經常在狂歡後酒後亂性，根據紀載，英格蘭騎士保護了一些年輕婦女免遭強暴或殺害。至少有超過2500具法蘭西人的屍體在城外的亂葬崗火化，總計的傷亡人數可能超過5000人。英軍的傷亡紀錄只能找到一名披甲戰士，不過實際損失的徵募弓手與矛兵應該也不少。
對城市的劫掠持續了5天，期間愛德華嘗試攻下城堡不成，他也前往祖先征服者威廉在卡昂的墳墓致意。許多被俘虜的法蘭西貴族被英軍監禁了數年才被贖回，例如厄爾伯爵一直到1350年才被釋放，當他回到法蘭西便立刻被法王下令處決。英軍繳獲一篇腓力六世發布的榜文，要求諾曼海盜掠奪英格蘭南岸，這件事被英軍徵兵單位利用了數年來刺激反法情緒。
英軍在8月1日離開卡昂，向南前往塞納河並轉向巴黎，8月12日他們已經來到巴黎20英里外。他們接著轉往北方移動，在卡昂淪陷的一個月後於布朗什塔克戰役戰勝法軍，渡過索姆河。8月28日，腓力六世率領的法軍主力遭英軍大敗於克雷西。愛德華三世最後花了12個月攻陷加萊後結束這次入侵行動，加萊在接下來的兩百年成為英格蘭進入歐陸的主要入口港。